# شرايين ظهارية ظهرانية
تنشأ معظم الشرايين الظهارية الظهرانية من القوس الرسغي الظهرية وتتدفق نحو الأسفل على عضلات ما بين عظام اليد الثانية والثالثة والرابعة ثم تتفرع إلى الشرايين الإصبعية الظهرية لليد. تتشابك تلك الشرايين مع القوس الراحي العميق بفروع مخترقة قريبًا من منشأها. كما تتشابك أيضًا مع الشرايين الإصبعية الراحية المشتركة (الناشئة من القوس الراحي السطحي) بفروع مخترقة.

## روابط خارجية
- أطلس تشريح جامعة ميشيغان hand_blood3 - "Dorsum of the hand, deep dissection, posterior view"

1. ↑  نموذج تأسيسي في التشريح، QID:Q1406710